# خل‌بازی
خُل‌بازی (به فرانسوی: Sotie؛ آمیختهٔ Sot مذکر و Sotte مؤنث، به معنای خُل) نوعی نمایش قرون وسطایی فرانسوی بود که در آن گروهی دلقک، آداب و روسم اجتماعی و رویدادهای سیاسی را به سخره می‌گرفتند. این نوع نمایش‌ها مشابه روحوضی می‌باشد.
اشخاص و قهرمانان آن عموماً خل و دیوانه بودند و در صحنه تئاتر دنیایی به وجود می‌آوردند که بر پایه دیوانگی و سفاهت نهاده شده بود و تفاوت مهمی که این قبیل نمایشها با فارس یا همان لوده گری در لباس بازیگران بوده. در سوتی یا خل بازی لباسها همه نیمی زرد و نیمی سبز بوده و کلاه‌ها دارای کوشهای بلند مانند گوش خر بوده‌است. معروف است که لویی چهاردهم به منظور پیشرفت سیاست خود و به قصد اینکه اعیان و درباریان متفرعن را خفیف سازد این قبیل نمایش‌ها را ترویج میکردو به همین مناسبت آزادی کامل به بازیگران کوچه و بازار می‌داد تا با همان وسایل بسیار ساده ای که در دست داشتند و به زبان عامیانه عادات و رسوم ناپسند اجتماعی و سیاسی را مورد انتقاد قرار دهند و به زبان مسخره نکات و حقایقی را که کسی به زبان نمی‌آورد به گوش مردم برساند. سوتی یا همان خل بازی تا اواخر قرن شانزدهم میلادی رواج داشت و تنها در هنگام سلطنت هانری چهارم به اقتضای سیاست، قدغن شد تا دیگر در این نوع تماشاها از سیاست صحبت نشود.